# ハリー・スタイルズ

サイン

ハリー・エドワード・スタイルズ（Harry Edward Styles, 1994年2月1日 - ）は、イングランドの歌手、俳優。イギリスのボーイ・バンド、ワン・ダイレクションのメンバーである。身長約183cm。瞳の色はグリーン。

## 略歴

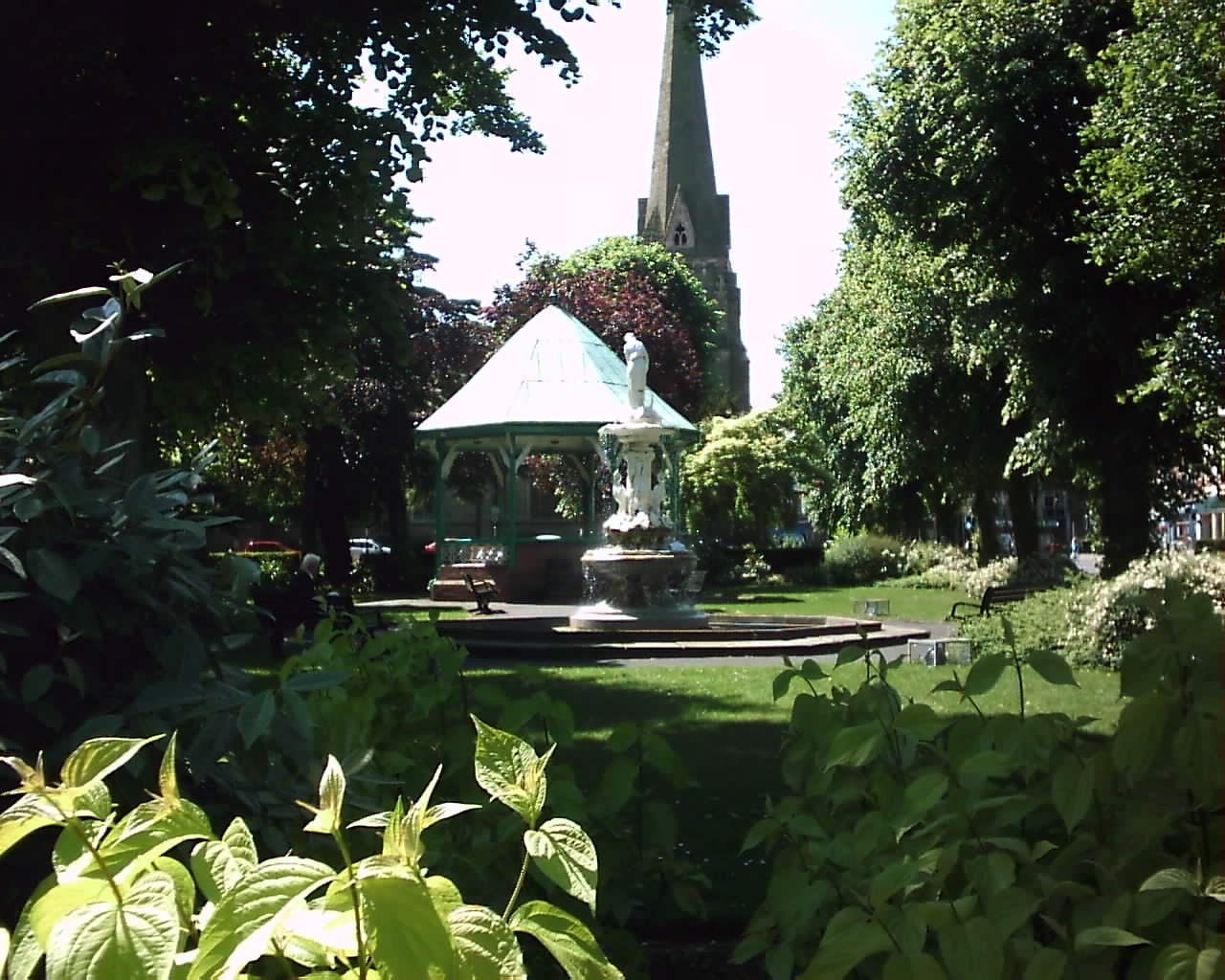
レディッチの街

### 幼少期
イングランドのウスターシャー・レディッチにて、アン・コックスとデズモンド・スタイルズの間に生まれた。幼少時代は、姉のジェマと共に、チェシャーで育ちホームズ・チャペルの学校に通った。7歳の時に両親が離婚し、ほどなく母親が再婚した。16歳のころ、ベーカリーでアルバイトをしていた。学生時代、クラスメイトとホワイト・エスキモーというバンドを組んでいたことがある。

### Xファクターからワン・ダイレクション結成
2010年4月11日、母親の勧めでイギリスのテレビ番組「The X Factor」の第7シリーズのソロコンテストに出場した。ハリーはオーディションでスティービー・ワンダーの「Isn't She Lovely」を歌った。 彼はブートキャンプに進んだが、「審査員の家」を突破できなかった。しかし、ゲスト審査員のニコール・シャージンガーとサイモン・コーウェルが、バンドを結成することを思いつき、  ハリー、ナイル・ホーラン、リアム・ペイン、ルイ・トムリンソン、ゼイン・マリクで構成されたグループは、練習のため２週間集まった。ハリーは、バンドメンバーにワン・ダイレクションという名前を提案し、メンバーはハリーに賛成した。 グループはすぐに英国で人気を博したが、2010年12月、ワン・ダイレクションはレベッカ・ファーガソンとマット・カードルに次ぐ3位でザ・Xファクターを終了した。

### ワン・ダイレクション時代
2011年1月、ワン・ダイレクションがサイモンのSYCO・RECORDと200万ポンド（約2億円）の契約を締結したことが明らかになった。
2011年9月、ワン・ダイレクションのデビュー・シングル「What Makes You Beautiful」が全英シングルチャートで1位を獲得した。ワン・ダイレクションは、デビューアルバムがアメリカで1位を獲得した初のイギリスのグループとなった。 このアルバムには多くのライターが参加しているが、ハリーとメンバーが書いた曲が3曲含まれている。
2012年11月には2枚目のアルバム『Take Me Home』をリリースし、このアルバムからワン・ダイレクションとして2枚目のイギリスでの1位シングル『Little Things』を生んだ。 ハリーはリリースの年にアメリカのシンガーソングライター、テイラー・スウィフトと交際していたことから、別れた後にお互いのことを歌った曲を作ったのではないかとファンやメディアから推測されている。この頃、ハリーはロンドンのハムステッド・ヒースにあるプロデューサーのBen Winstonの家の屋根裏部屋に18ヶ月間住み、自分の家を探していた。
2013年にモーガン・スパーロック監督によるワン・ダイレクションのドキュメンタリー映画『This Is Us』が公開された。 同年11月には3rdアルバム『Midnight Memories』をリリースした。  アルバムのリリース後、バンドはWhere We Are Tourに乗り出し、このツアーは2014年の最高売上を記録し、現在でもボーカルグループの史上最高売上を記録している。 ハリーは2014年8月にリリースされたアリアナ・グランデのアルバム『マイ・エブリシング』のために「Just a Little Bit of Your Heart」を共同作曲した。 その後、11月にワン・ダイレクションは4枚目のアルバム『フォー』をリリースしたが、2015年初頭、ツアーの最中にメンバーのゼイン・マリクがグループを脱退する騒動があり、ファンは混乱した。しかし、 ワン・ダイレクションはビルボード200アルバムチャートの58年の歴史の中で、最初の4枚のアルバムが初登場1位を記録した唯一のグループとなった。2015年8月、グループは5枚目のアルバム『Made in the A.M.』の完成と関連するプロモーション活動のため、活動休止期間の延長の噂が流れ始めた。 ハリーは、ファンたちを「疲弊させたくない」という理由で、2014年後半にスタジオで仕事をしながら休止を提案したと述べている[4]。 彼らのキャリアの中で、ワン・ダイレクションはアメリカで760万枚のアルバムと2600万枚のシングルを販売し、7つのBRIT賞と7つのアメリカン・ミュージック・アワードと6つのビルボード・ミュージック・アワードと4つのMTVビデオ・ミュージック・アワードなどを獲得している。

### 2016–2018: 1stアルバム『ハリー・スタイルズ』と映画『ダンケルク』
2016年2月、ハリーはワン・ダイレクションのマネジメント会社であるモデスト・マネジメントを脱退し、ジェフリー・エイゾフの所属するフルストップ・マネジメントに加入した 。 ハリーは5月に自身のレコードレーベル、アースキン・レコーズを立ち上げ、6月にはワン・ダイレクションと同じレーベル、コロンビア・レコードとソロアーティストとしてレコーディング契約を結んだ。 ハリーは10月にリリースされたマイケル・ブーブレのアルバム『Nobody but Me』に収録された楽曲「Someday」をメーガン・トレイナーと共同作曲した。 ハリーのデビューアルバムのレコーディングは2016年を通してロサンゼルス、ロンドン、ジャマイカのポートアントニオで行われ、秋にはハリーと彼のコラボレーターたちは2ヶ月間の作曲活動を行った。 ジェフ・バスカーがアルバムのエグゼクティブ・プロデュースを行い、アレックス・サリビアン、タイラー・ジョンソン、キッド・ハープーンがプロデューサーを務めた。 そして2017年3月、初のソロシングル「Sign of the Times」を4月7日にリリースすることを発表した。 同曲はその後、UKシングルチャートで1位、ビルボード・ホット100で4位を記録したグラマーロックの影響を受けたソフトロックのパワーバラードであり、デヴィッド・ボウイの作品との比較が頻繁に行われた。ローリング・ストーン誌が選出する2017年のベストソングにランクインした。 同曲のミュージック・ビデオでは、彼が空を飛んだり水の上を歩いたりする姿にフィーチャーしており、ブリティッシュ・ビデオ・オブ・ザ・イヤーのブリティッシュ・アワードを受賞した。 4月には、ハリーはアメリカの「サタデー・ナイト・ライブ」にミュージカル・ゲストとして出演し、母国では「ザ・グラハム・ノートン・ショー」でテレビ初のソロ・パフォーマンスを行った。

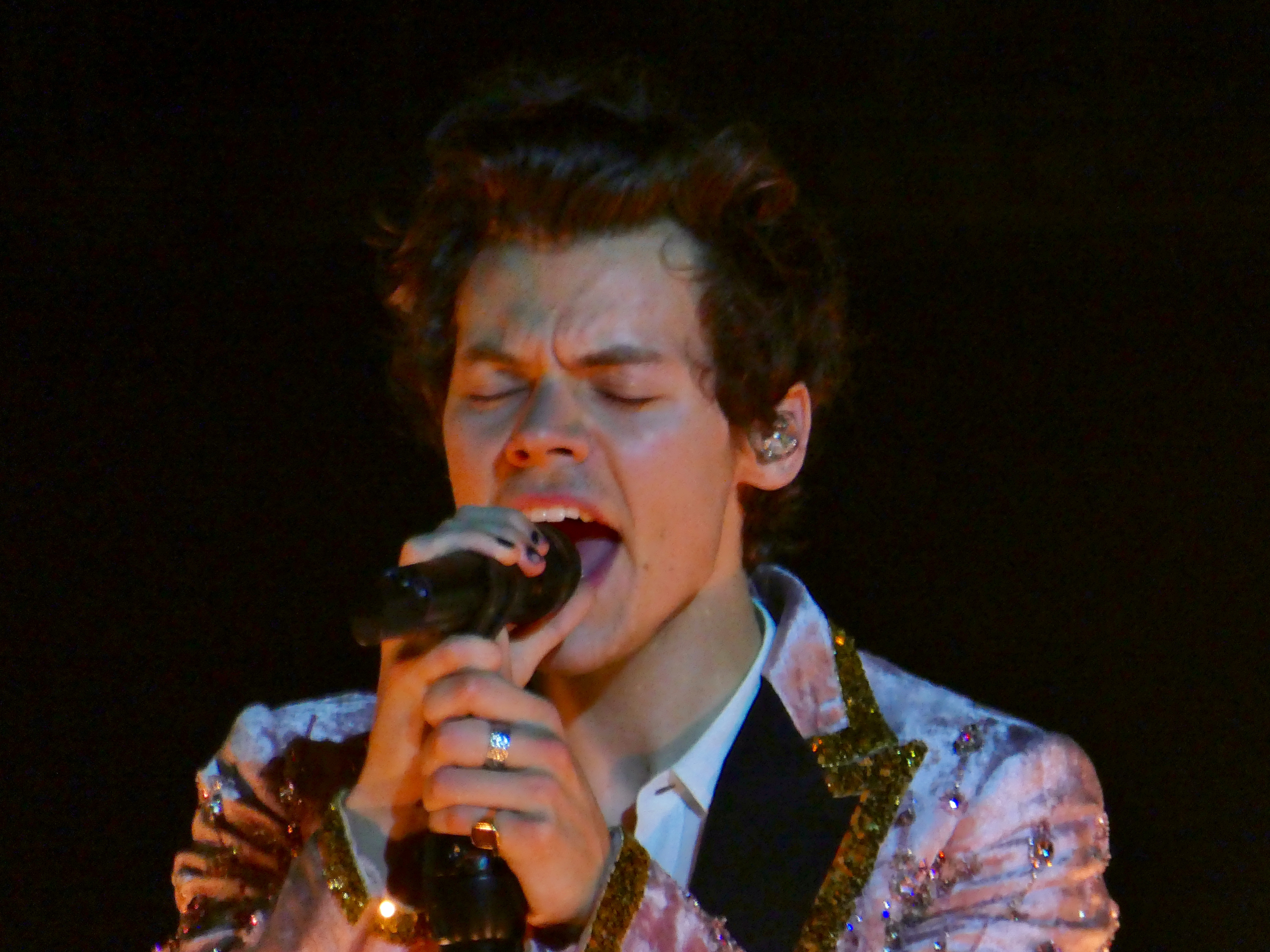
2018年

彼のデビューアルバム『Harry Styles』は2017年5月にリリースされ、イギリス、アメリカ、オーストラリアを含むいくつかの国で1位を獲得した。アルバムからの他のシングルは「Two Ghosts」と「Kiwi」である。『Harry Styles』は批評家から概ね好意的な評価を受けており、いくつかの出版物の2017年のベスト・アルバム・リストにも含まれている。アルバムの執筆とレコーディングの過程を記録した『Behind the Album』が、5月にApple Musicで独占配信された。2017年、クリストファー・ノーラン監督の戦争映画『ダンケルク』への出演で俳優デビューを飾った。英紙デイリー・テレグラフの映画評論家Robbie Collinは、ハリーの演技を「快活で自信に満ち、意外にも全く違和感のない演技」と称賛した。
11月にはBBC Oneで、ニック・グリムショウが贈る1時間のテレビスペシャル「Harry Styles at the BBC」が放送された。 12月にはハリーがジェームズ・コーデンと一緒にThe Late Late Late Showのゲストホストを務めた。 ジャック・アントノフ、イルシー・ユーバーとともに、映画『Love, Simon』（2018年）のサウンドトラック用に、バンド「Bleachers」が演奏した「Alfie's Song (Not So Typical Love Song)」を共同で作曲している。 2018年10月に初演されたCBSのシットコム「Happy Together」でエグゼクティブプロデューサーを務めており、テレビプロデューサーのベン・ウィンストンと暮らしていた頃のスタイルズにインスパイアされたている。 2018年は「グッチ」のモデルを始め、イタリアの高級ブランドのいくつかのキャンペーンに出演した。

### 2019年～2021年: 『ファイン・ライン』
"Lights Up "は2019年10月にリリースされたスタイルズの2ndアルバム『Fine Line』からのリードシングルで、全英3位でデビューした。 音楽ライターのジョン・カラミカによると、この曲は「ソフトタッチでポップなスリップストリームに再突入する」のが特徴であるとしている。 11月に『サタデー・ナイト・ライブ』の司会と音楽ゲストとして "ダブル・デューティー "を演じた。 また、12月にはジェームズ・コーデンとの『ザ・レイト・レイト・ショー』で再びゲスト司会を務めた。 同月にリリースされた2ndシングル「Adore You」はイギリスで7位、アメリカでは6位を記録した。『Fine Line』はイギリスで3位、アメリカのチャートでもトップとなり、1991年にニールセン・サウンドスキャン（Nielsen SoundScan）のトラッキングが開始されて以来、イギリス人男性アーティストのアメリカでの最大のセールス・デビュー記録を更新した。 このアルバムは、カリフォルニア州マリブのシャングリラ・スタジオで、デビュー・アルバムと同じ制作チームと共にレコーディングされたもので、前作『Harry Styles』に似たサウンドを特徴としながらも、ファンクやソウルの要素を取り入れている。フリートウッド・マックのシンガー、スティーヴィー・ニックスはこのアルバムを「Styles's rumors」（フリート・ウッドマックの大ヒットアルバム『噂』に喩えている）と呼び、このアルバムをきっかけに新しい音楽を書くようになったとコメントしている。 2020年にはリカット・シングル「Falling」と「ウォーターメロン・シュガー 」がリリースされた。
「ウォーターメロン・シュガー」は自身初の全米チャート1位獲得曲となった。そしてまた、「Adore You」と「Watermelon Sugar」はUS POP RADIO CHARTで彼のキャリア初の一位を獲得した。
2020年のブリット・アワードでは、スタイルズは英国男性ソロ・アーティスト賞とアルバム・オブ・ザ・イヤーにノミネートされた。第48回のアメリカン・ミュージック・アワードでは「Favorite Pop/Rock Album」賞を受賞した。Love On Tourと名付けられたツアーは、2020年を通して開催される予定だった。 しかし、2020年4月、スタイルズはCOVID-19パンデミックのために、2021年まで延期した。 
2020年3月にはNPRタイニーデスクのコンサートを行った。 2020年7月には、ハリーはリラクゼーションアプリ「Calm」のために「Dream with Me」と題したベッドタイムストーリーのナレーションを行った。純資産総額は7500万ドル以上。
2021年のグラミー賞では、＜最優秀ポップ・ヴォーカル・アルバム＞、＜最優秀ポップ・ソロ・パフォーマンス＞、＜最優秀ミュージック・ビデオ＞の3部門にノミネートされ、「Watermelon Sugar」で＜最優秀ポップ・ソロ・パフォーマンス＞賞を受賞した。また同年のブリット・アワードでは、「Watermelon Sugar」がブリティッシュ・シングル・オブ・ザ・イヤー賞を受賞した。
2021年11月に公開されたマーベル作品『エターナルズ』に“エロス/スターフォックス”としてカメオ出演を果たした。
また同月、ビューティー・ブランド＜Pleasing＞をローンチさせた。

### 2022年～現在:『ハリーズ・ハウス』

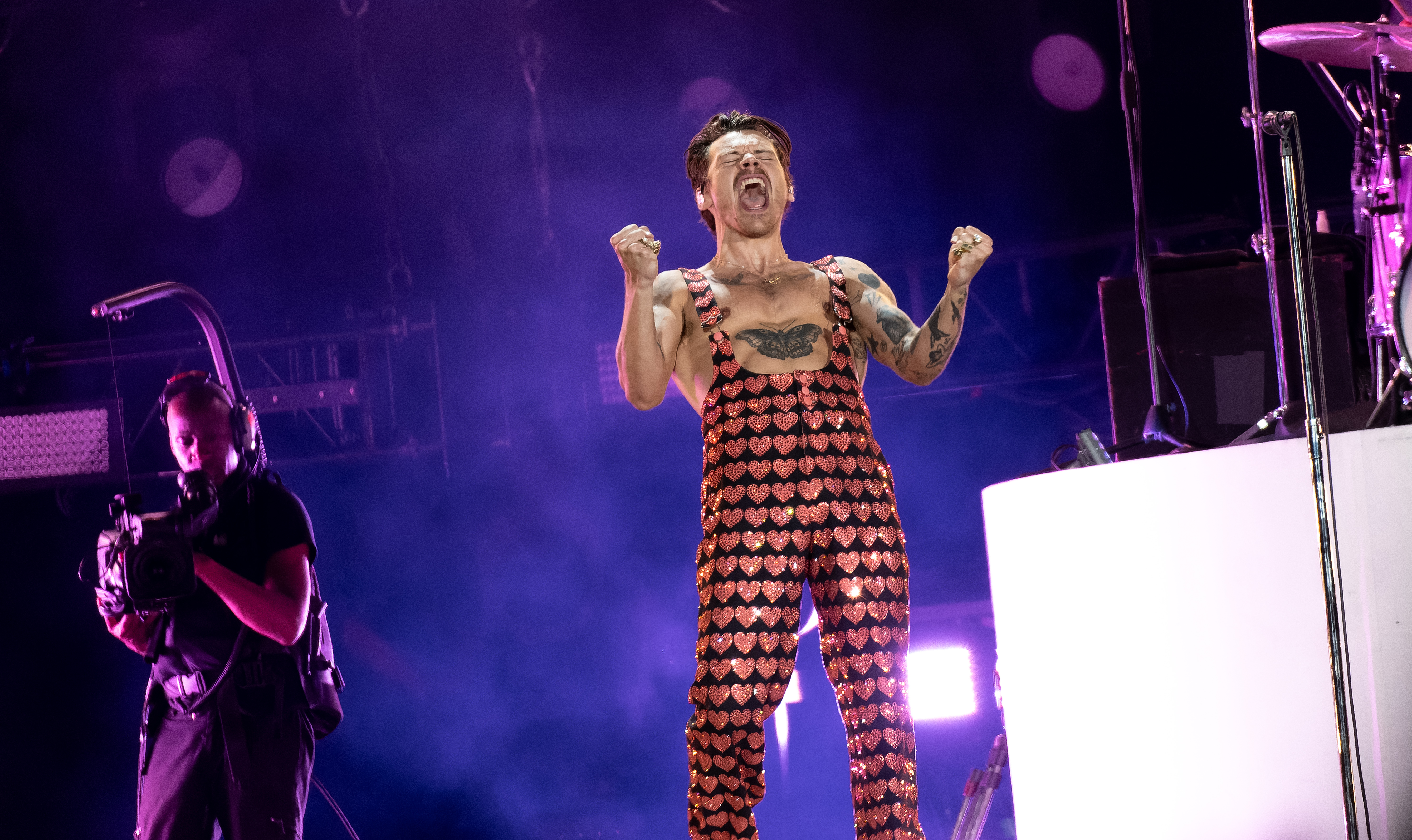
ウェンブリー公演（2023年）

2022年4月1日に、3rdアルバム『Harry’s House』からのリード・シングル「As It Was」がリリースされ、全米・全英チャートで初登場1位を獲得。同月にはコーチェラ・フェスティバルに初出演にしてヘッドライナーとして登場した。
5月20日にはアルバム『Harry’s House』をリリースし、全米・全英チャート初登場1位、いずれの国でもその時点での2022年最多初週セールスを記録し、全米では1991年に計測が開始して以来、史上最高のアナログ盤初週セールスを記録。
またアルバムが発売された週には、全米・全英の両チャートにおいて、アルバムとシングル両方のチャートで首位を獲得した。全米Billboard Hot 100ではアルバムから計4曲がトップ10以内にランクイン。この記録を成し遂げたのはザ・ビートルズに続いて史上2組目のUK出身のアーティストとなった。また全英シングル・チャートではトップ3を全て独占した。
2022年6月、日本発のYouTubeチャンネル『THE FIRST TAKE』に登場することが発表された。

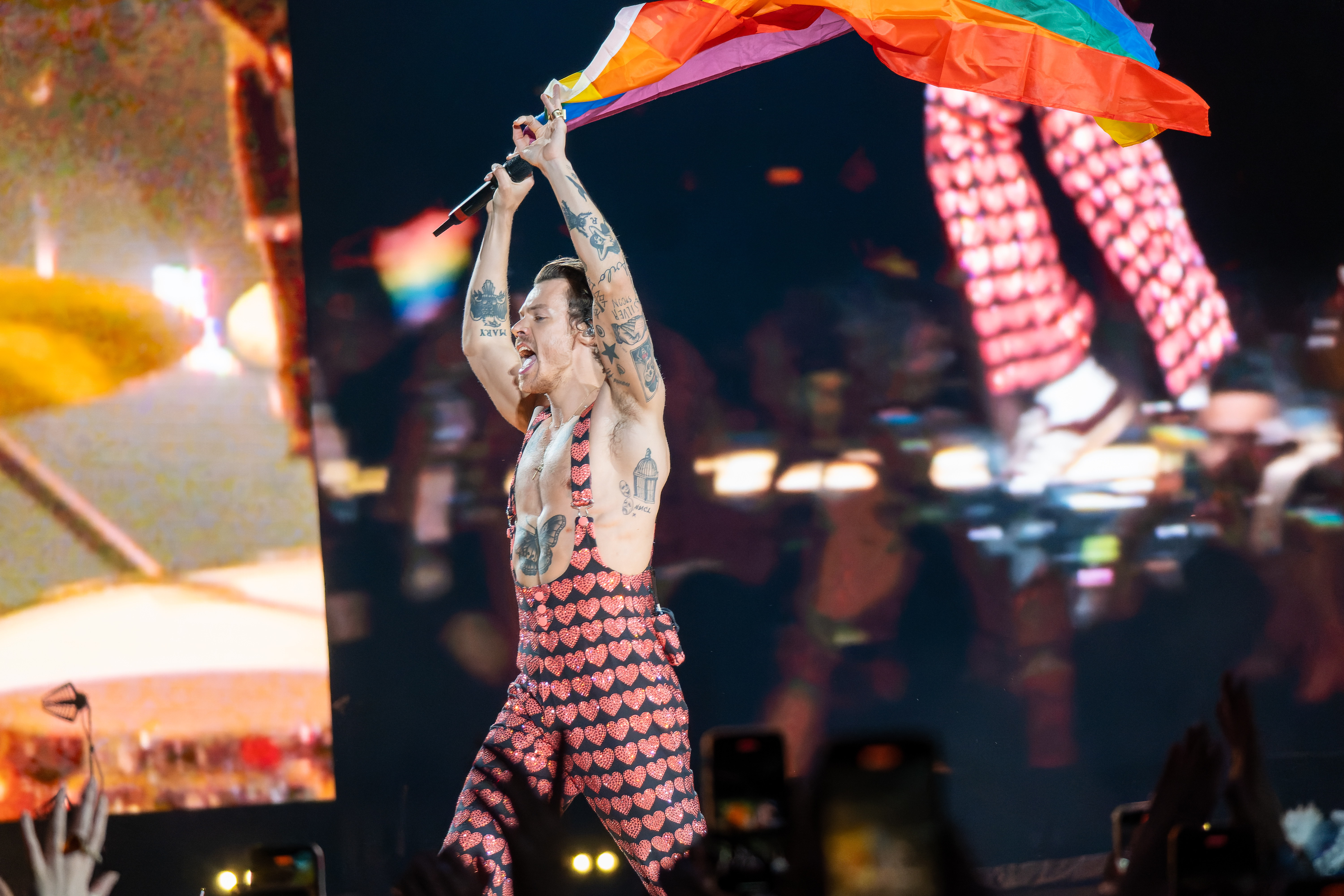
レインボーフラッグを振るハリー（2023年）

2022年に公開される映画『ドント・ウォーリー・ダーリング』と『僕の巡査』に出演することが決定。『僕の巡査』では男性同士の濡れ場を演じたが、ハリーは「多くの映画で男性同士のセックスシーンは優しさに欠けてるように思う。」と語り、監督の意向もあってそのシーンは優しく、愛情にあふれ、繊細な描写を目指した。また映画でヌードを披露することや、カメラの前でのキスシーンを演じるのも初めてだったため、脆弱な気分だったと語った。

## 人物

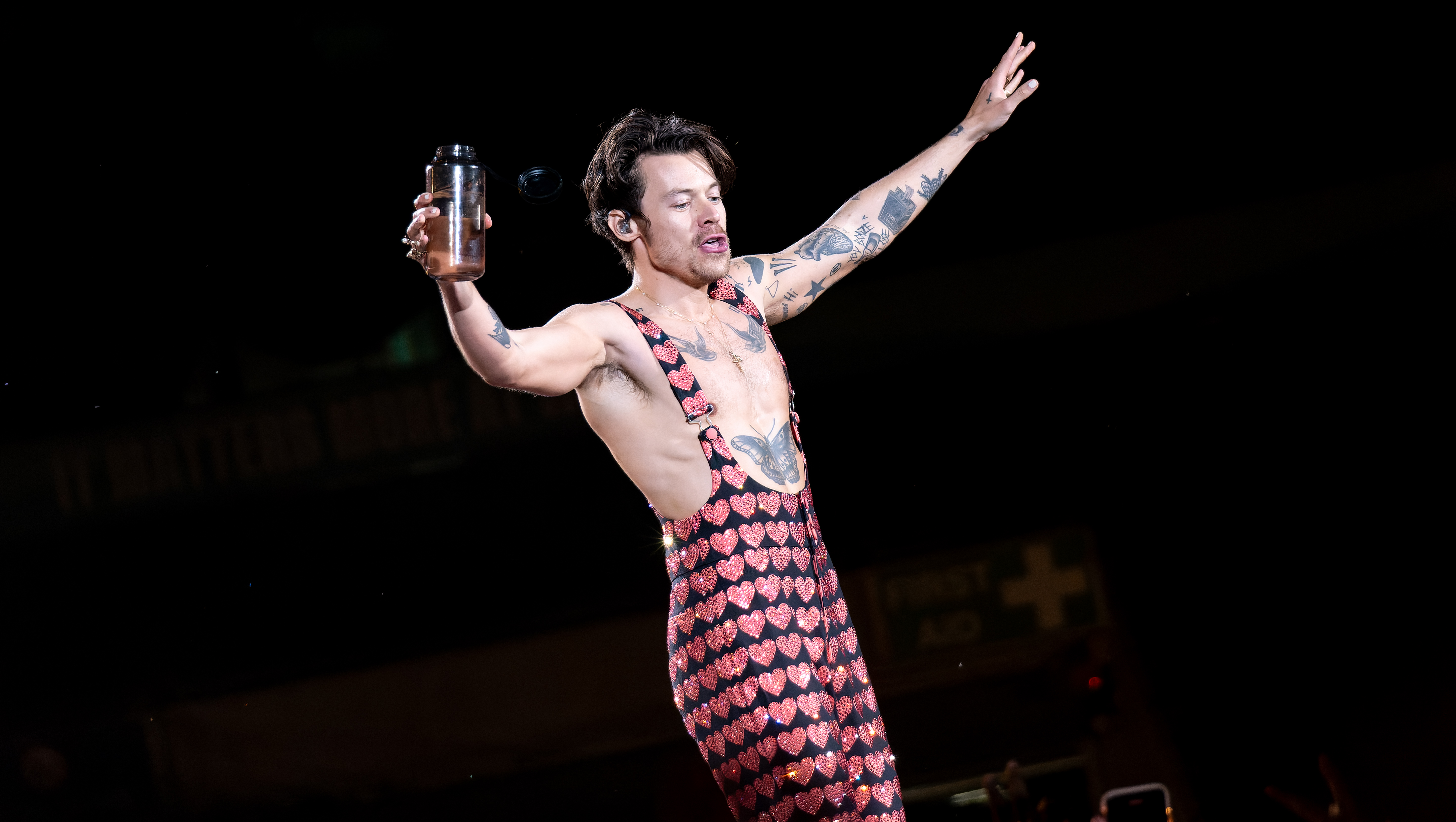
ウェンブリー公演（2023年）

ソロ活動を始めてからはワンピースやフリルの付いた衣装などジェンダーレスな衣装を好んで着用している。サタデー・ナイト・ライヴのホストを務めた際にはピンクのチュチュと白色のタイツを着用、バレリーナの格好で登場した。2020年の『ヴォーグ』の特集ではスカートを印象的に使ったファッションで登場している。

### 交友関係
歌手のエド・シーランや、モデルのカーラ・デルヴィーニュと親しい仲である。
2014年2月までは、モデルのケンダル・ジェンナーと交際。

### 騒動
2023年のウィーン公演の最中、何者かが投げた物体がハリーの目に直撃、ハリーは目を押さえながら痛みに耐えた。ハリーは2022年のニューヨーク公演でも何者かにチキンナゲットを投げつけられている。

## ディスコグラフィー

### アルバム
| 年   | タイトル      | アルバム詳細                                                                                              | チャート最高位 | チャート最高位 | チャート最高位 | チャート最高位 | チャート最高位 | チャート最高位 | チャート最高位 | チャート最高位 | チャート最高位 | チャート最高位 | 認定                                                                                                |
| 年   | タイトル      | アルバム詳細                                                                                              | UK             | AUS            | CAN            | FRA            | IRE            | ITA            | NZ             | SWE            | SWI            | US             | 認定                                                                                                |
| ---- | ------------- | --- | -------------- | -------------- | -------------- | -------------- | -------------- | -------------- | -------------- | -------------- | -------------- | -------------- | --------------------------------------------------------------------------------------------------- |
| 2017 | Harry Styles  | - 発売日: 2017年5月12日 - レーベル: Columbia - フォーマット: CD, LP, digital download - 全英売上: 5.7万枚 | 1              | 1              | 1              | 2              | 1              | 2              | 2              | 3              | 3              | 1              | - UK: プラチナ - AUS: プラチナ - ITA: プラチナ - NZ: ゴールド - CAN: プラチナ - US: プラチナ        |
| 2019 | Fine Line     | - 発売日: 2019年12月13日 - レーベル: Columbia                                                             | 2              | 1              | 1              | 1              | 1              | 7              | 1              | 1              | 6              | 1              | UK: プラチナ - AUS: プラチナ - ITA: プラチナ - NZ: 3× プラチナ - CAN: 2× プラチナ - US: 2× プラチナ |
| 2022 | Harry’s House | - 発売日: 2022年5月20日 - レーベル: Columbia                                                              | 1              | 1              | 1              | 1              | 1              | 1              | 1              | 1              | 1              | 1              | - UK: ゴールド - AUS: ゴールド - ITA: ゴールド - NZ: ゴールド                                       |

### シングル
| 年                                        | タイトル          | チャート最高位 | チャート最高位 | チャート最高位 | チャート最高位 | チャート最高位 | チャート最高位 | チャート最高位 | チャート最高位 | チャート最高位 | チャート最高位 | 認定 | 収録アルバム |
| 年                                        | タイトル          | UK             | AUS            | CAN            | FRA            | IRE            | ITA            | NZ             | SWE            | SWI            | US             | 認定 | 収録アルバム |
| ----------------------------------------- | ----------------- | -------------- | -------------- | -------------- | -------------- | -------------- | -------------- | -------------- | -------------- | -------------- | -------------- | --- | ------------ |
| 2017                                      | Sign of the Times | 1              | 1              | 6              | 3              | 6              | 9              | 9              | 15             | 4              | 4              | - UK: ゴールド - AUS: 2× プラチナ - CAN: プラチナ - FRA: ゴールド - ITA: プラチナ - NZ: ゴールド - SWE: ゴールド - US: ゴールド | Harry Styles |
| 2017                                      | Two Ghosts        | 58             | —              | 91             | —              | 66             | —              | —              | —              | —              | —              | | Harry Styles |
| 2017                                      | Kiwi              | 66             | —              | —              | —              | 72             | —              | —              | —              | —              | —              | | Harry Styles |
| "—"は未発売またはチャート圏外を意味する。 |                   |                |                |                |                |                |                |                |                |                |                | |              |

## 受賞
| Year | Award                                      | Category                  | Result     |
| ---- | ------------------------------------------ | ------------------------- | ---------- |
| 2013 | JIM Awards                                 | Hottie of the Year        | ノミネート |
| 2013 | MTV Europe Music Awards                    | Best Look                 | 受賞       |
| 2013 | Nickelodeon Australian Kids' Choice Awards | Aussie's Fave Hottie      | ノミネート |
| 2013 | Teen Choice Awards                         | Choice Other: Male Hottie | 受賞       |
| 2013 | Teen Choice Awards                         | Choice Other: Smile       | 受賞       |
| 2013 | British Fashion Awards                     | British Style Award       | 受賞       |

## 出演

### 映画
| 年   | 題名                                             | 役名                   | 備考                 | 吹き替え |
| ---- | ------------------------------------------------ | ---------------------- | -------------------- | -------- |
| 2017 | ダンケルク Dunkirk                               | アレックス             |                      | 増田俊樹 |
| 2021 | エターナルズ Eternals                            | エロス                 |                      | 石川界人 |
| 2022 | ドント・ウォーリー・ダーリン Don't Worry Darling | ジャック・チェンバーズ |                      | 増田俊樹 |
| 2022 | 僕の巡査 My Policeman                            | トム                   | Amazonオリジナル映画 | 内山昂輝 |

### テレビシリーズ
| 年         | 題名                                                                          | 役名                        | 備考                     |
| ---------- | ----------------------------------------------------------------------------- | --------------------------- | ------------------------ |
| 2012       | iCarly                                                                        | 本人                        | シーズン6「1Dがゲスト!」 |
| 2012-2019  | サタデー・ナイト・ライブ Saturday Night Live                                  | ホスト / ミュージカルゲスト | 計5話出演                |
| 2017, 2019 | レイト×2ショー with ジェームズ・コーデン The Late Late Show with James Corden | ゲストホスト                | 計2話出演                |